# نازك أبو علوان عابد
نازك أبو علوان عابد هي كاتبة وصحفية وفيلسوفة لبنانية ولدت في قرية باروك بمحافظة جبل لبنان لعائلة لبنانية درزية، واشتهرت بكتبها عن المشاعر والضمير والعواطف الإنسانية والمجتمع، تؤمن نازك أبو علوان عابد بفلسفة التناسخ، وبفلسفات وأفكار كمال جنبلاط.

## حياتها
ولدت نازك أبو علوان عابد في قرية باروك اللبنانية، وعاشت بها مع عائلتها لمدة عشر سنوات التحقت خلالها بمدرسة القرية، قبل أن تنتقل مع عائلتها إلى بيروت. وفي بيروت التحقت نازك بمدرسة أنجلي الوطنية، ثم حصلت بعد ذلك على درجة البكالوريوس في علوم التغذية من كلية بيروت للبنات، والتي سميت بعد ذلك الجامعة اللبنانية الأمريكية.
واصلت نازك دراستها في جامعة بيروت العربية في لبنان، وحصلت منها على درجة البكالوريوس في الفلسفة وعلم الاجتماع، ثم سافرت إلى الولايات المتحدة الأمريكية، وهناك نالت نازك درجة الدكتوراه من جامعة فيرفاكس، وكانت الأطروحة التي قدمتها لنيل الدكتوراه تدور حول السياسي اللبناني الدرزي كمال جنبلاط.

## مسيرتها المهنية
كانت أول وظيفة لنازك أبي علوان هي عملها كمسؤولة إداريّة في قضاء عاليه بمحافظة جبل لبنان.، ثم عملت بعد زواجها من فوزي عابد في وزارة التصميم اللبنانية، ثم تركت العمل بوزارة التصميم لتعمل في وزارة الإسكان اللبنانية، كما عملت نازك لبعض الوقت كمعلمة في عدة مدارس في لبنان.

## تأثرها بكمال جنبلاط
أكدت نازك أبو علوان أكثر من مرة على تأثير السياسي اللبناني الدرزي كمال جنبلاط ليس فقط على حياتها وحدها، بل على الإنسانية جمعاء. كانت عائلتها قد عاشت لبعض الوقت في منزل مجاور لمنزل جنبلاط في قرية مختارة الواقعة بفضاء الشوف بمحافظة جبل لبنان، وتأثرت نازك أبو علوان بأفكاره، وكتبت عن حياته السياسية والاجتماعية والخاصة. وعندما اغتيل كمال جنبلاط في مارس (آذار) عام 1977، كانت نازك أول من وصل إلى مكان الحادث إذ كانت متجهة إلى مكان عملها بكلية ويست هيل، في بلدة بعقلين.

## أعمالها
ألفت نازك أبو علوان عابد عدة مؤلفات، ومن بينها:
- شجرة الجوز (المعلم والقائد): أول كتبها، وهو ترجمة لأطروحتها التي نالت عنها درجة الدكتوراه، كما يعتبر الكتاب أول سيرة ذاتية للسياسي اللبناني الدرزي كمال جنبلاط تنشر باللغة الإنجليزية.

- صلوات في هيكل الروح: وهو كتاب عاطفي نُشر عام 2013، وضمنت فيه نازك أبو علوان عابد بعضًا من تأملاتها في حياة، وشخصية، وأفكار كمال جنبلاط.
- المزار
- أين أنت يا صفاء: وهي رواية تناقش العديد من القضايا الاجتماعية.
- 365 يومًا مع كمال جنبلاط[4]